# Lucca (calciatore)
Lucca Holanda Sampaio Tavares (Fortaleza, 2 aprile 2003) è un calciatore brasiliano, attaccante dell'Internacional.

## Carriera
Lucca è entrato a far parte delle giovanili dell'Internacional nel 2020, in prestito dal Ceará. Il 28 luglio 2021, ha firmato a titolo definitivo con il club gaúcho dopo il pagamento di 1,2 milioni di real per il 60% dei suoi diritti.
Il 13 dicembre 2022 è stato promosso in prima squadra per la stagione 2023. Ha esordito il 21 gennaio 2023, sostituendo Alexandre Alemão nel pareggio interno per 2-2 del Campeonato Gaúcho contro la Juventude.
Ha segnato il suo primo gol da senior il 16 febbraio 2023, segnando il secondo gol della sua squadra nella vittoria casalinga per 2-0 sul São José-RS.

## Statistiche

### Presenze e reti nei club
Statistiche aggiornate al 18 maggio 2022.
| Stagione        | Squadra         | Campionato      | Campionato | Campionato | Coppe nazionali | Coppe nazionali | Coppe nazionali | Coppe continentali | Coppe continentali | Coppe continentali | Altre coppe | Altre coppe | Altre coppe | Totale | Totale | Totale |
| Stagione        | Squadra         | Comp            | Pres       | Reti       | Comp            | Pres            | Reti            | Comp               | Pres               | Reti               | Comp        | Pres        | Reti        | Pres   | Reti   |        |
| --------------- | --------------- | --------------- | ---------- | ---------- | --------------- | --------------- | --------------- | ------------------ | ------------------ | ------------------ | ----------- | ----------- | ----------- | ------ | ------ | ------ |
| 2023            | Internacional   | PD/RS+A         | 6+5        | 1+0        | CB              | 1               | 0               | CL                 | 3                  | 0                  |             | -           | -           | 15     | 1      |        |
| Totale carriera | Totale carriera | Totale carriera | 11         | 1          |                 | 1               | 0               |                    | 3                  | 0                  |             | -           | -           | 15     | 1      |        |

## Palmarès
- Campionato Gaúcho: 1

Internacional: 2025